# Terremoto de Sonora de 1887
El terremoto de Sonora de 1887 fue un sismo que sucedió el 3 de mayo de 1887 a las 22:13 (Hora UTC) con epicentro al sur de la frontera entre Arizona y México en el valle de San Bernardino, a lo largo del frente occidental de las montañas de la Sierra Madre y alcanzó una magnitud estimada de 7.6Mw. Es históricamente el terremoto más fuerte en la historia del estado de Sonora en México y uno de los terremotos que más daños dejó en Sonora y en el estado de Arizona en los Estados Unidos.

## Consecuencias
El terremoto dejó severos daños y varios muertos en el estado de Sonora en México y Arizona en los Estados Unidos, entre los daños más reportados fueron: derrumbe de estructuras, efectos de licuefacción, fisuras, desprendimientos, movimiento de objetos, entre otras consecuencias.

### Sonora
En Santa Ana el terremoto provocó el colapso de varias casas y varias grietas fueron reportadas incluidas en una iglesia, se observaron desprendimientos en varias montañas que levantaron nubes de polvo; también se reportaron que se abrieron varias grietas en el suelo de las cuales fluía agua. 
En el pueblo de Bacadéhuachi, una iglesia llamada "San Luis" fue parcialmente colapsada, y se reportaron otros daños severos los cuales en total fueron valorados en 21,955.00 pesos (ajustados a la inflación del año 1887) para el pueblo.
En el pueblo de Bacerac todos resultaron ilesos sin embargo sufrió muchos daños, se reportó que 435 habitaciones fueron destruidas, el daño por las cosechas arruinadas por el terremoto fue de 5,301.00 pesos, el valor de los daños urbanos fueron de 29,170.00 pesos, por los daños suburbanos 12,752.00 pesos y otros daños sumaron 8,976.00 dando un total de una pérdida económica total para el pueblo de 84,205.00 pesos (ajustados a la inflación de la época).
En Bacoachi se reportó que todos los edificios fueron dañados, casi todas las escuelas, iglesias y casas fueron destruidas, se abrieron agujeros grandes y profundos en montañas en la zona, en ríos y marismas se abrieron grandes grietas que arrojaban torrentes de agua.
Entre el pueblo de Fronteras y el pueblo de Badehuachi se formaron 3 grandes grietas, los manantiales existentes en el pequeño pueblo de Badehuachi aumentaron considerablemente su volumen de agua, apareciendo en abundancia agua, incluso en los manantiales que ya se encontraban secos debido a la estación del año. En el pueblo de Badehuachi y Villa Hidalgo (anteriormente: Oputo), a causa del terremoto, tres fuentes permanentes de agua en cada aldea se secaron. El volumen de agua en el río aumentó considerablemente, porque antes del terremoto no había más agua en el riego y canales.
Entre los fenómenos que siguieron al terremoto, llamó mucho la atención de los habitantes de Sonora, el repentino e inesperado aumento del caudal de los afluentes del río Yaqui, incluidos los afluentes de los ríos Batevito y Bavispe así como la aparición de nuevos manantiales y la desaparición de otros.
En Bavispe se derrumbaron residencias, tiendas y las iglesias quedaron completamente destruidas, grandes rocas cayeron en las partes altas de las montañas, aparecieron profundas grietas en las calles, por las mañanas y las tardes aparecía una intensa niebla. El valor de los daños causados a la iglesia de Bavispe se estima en 60.000 pesos. De las viviendas destruidas, la mayor parte estaba en el norte y este lado del pueblo. El número de habitaciones destruidas fue de 692, el valor de los daños causados en Bavispe y San Miguelito fue de 133,994 pesos. Entre 35 y 40 personas fueron enterradas en las ruinas y varias resultaron heridas en los pueblos de Bavispe y Opusura. Se registraron en Bavispe, entre 35 y 48 muertos, y entre 25 y 208 heridos, incluso algunas fuentes citaban que toda la población había sido destruida, sin embargo, nunca pudieron ser confirmadas.

### Arizona
En Benson (Arizona), los relojes se detuvieron, varios edificios resultaron dañados por graves grietas. Las pérdidas económicas se estiman en cada edificio entre 200 y 1000 dólares (ajustados a la inflación de la época). Los durmientes se despertaron, las mujeres y los niños salieron corriendo de sus hogares. El movimiento ondulatorio fue suficiente para producir mareos. Un ladrillo que caía de un edificio golpeó a una señora en el costado de la cabeza cortando el cuero cabelludo gravemente. El movimiento fue descrito como un balanceo o sacudida del suelo, con algunos movimientos violentos. Agrietó el suelo en algunos lugares. En algunos casos, el suministro de agua se cortó por completo y en otros se aumentó.
En Bisbee (Arizona) se reportó que los vidrios hacían ruido muy fuerte, platos y las botellas cayeron al suelo y se rompieron, yeso cayó de las paredes y se hicieron leves rasgaduras, mineros bajo la superficie sintió el terremoto claramente, piedras cayeron por las laderas de las montañas, el daño fue leve en esa zona.